# سرگرمی (فیلم ۲۰۰۸)
سرگرمی (به انگلیسی: Amusement) یک فیلم ترسناک محصول سال ۲۰۰۸ آمریکا به کارگردانی جان سیمپسون و با بازی کاترین وینیک، لورا برکنریج و جسیکا لوکاس است. این فیلم در ژانویه ۲۰۰۹ به‌طور مستقیم به تصویر کشیده شد.

## داستان
یک قاتل در تعقیب سه زن است؛ که از آن زنان کینه دارد. این کینه به دوران کودکی آن زنان برمی گردد…